# Sergei Wassiljewitsch Kerow
Sergei Wassiljewitsch Kerow (russisch Сергей Васильевич Керов; * 12. Juni 1946 in Leningrad; † 30. Juli 2000) war ein russischer Mathematiker und Hochschullehrer. Er beschäftigte sich mit Operatoralgebren, der Kombinatorik, der Stochastik und der Darstellungstheorie.

## Leben
Kerow wurde 1946 in Leningrad (heute St. Petersburg) geboren. Sein Vater Wassili Kerow unterrichtete analytische Chemie an einer Universität in Leningrad und seine Mutter Marianna Nikolajewa war eine Expertin in Samenphysiologie.
Kerow studierte an der Universität Sankt Petersburg und promovierte dort 1975 unter Anatoli Werschik. Danach war er Hochschullehrer an verschiedenen Universitäten in St. Petersburg, darunter die Pädagogische Herzen-Universität und die Universität Sankt Petersburg. Ab 1993 forschte er am Steklow-Institut für Mathematik in St. Petersburg. 1994 erhielt er einen Sc.D. (Doktor der Wissenschaften) vom Steklow-Institut für seine Arbeit Asymptotic Representation Theory of the Symmetric Group, with Applications to Analysis. Ab 1995 war er Professor an der Universität Sankt Petersburg.
Im Jahre 2000 verstarb er an einem Hirntumor.

## Werk
Kerow bewies einen zentralen Grenzwertsatz für zufällige Young-Tableaux, welche dem Plancherel-Maß folgen. Kerow zeigte, dass der skalierte Grenzwert um die Werschik-Kerow-Logan-Shepp-Kurve {\displaystyle \Omega (x)} gaußisch-flukturiert, d. h. die Fluktuation wird durch ein gaußsches Maß auf dem Raum der Distributionen beschrieben.

## Publikationen (Auswahl)
- A. M. Werschik und S. W. Kerow: Asymptotics of the Plancherel measure of the symmetric group and the limiting form of Young tables. In: Soviet Math. Dokl. Band 18, 1977, S. 527–531.
- A. M. Werschik und S. W. Kerow: Asymptotic theory of characters of the symmetric group. In: Funct Anal Its Appl. Band 15, 1981, S. 246–255, doi:10.1007/BF01106153.
- Sergei Kerow: Gaussian limit for the Plancherel measure of the symmetric group. In: Comptes Rendus Acad. Sci. Paris, Serie I. Band 316, Nr. 4, 1993, S. 303–308.
- S. W. Kerow und G. I. Olschanski: Polynomial functions on the set of Young diagrams. In: Comptes Rend. Acad. Sci. Paris, Série I, t.319. 1994, S. 121–126.
- Asymptotic Representation Theory of the Symmetric Group and its Applications in Analysis. In: St. Petersburg Mathematical Society Preprints, 2001-04. (D.Sci.-Thesis auf Russisch).
- Kerow, S. W.: Rooks on ferrers boards and matrix integrals. In: Springer (Hrsg.): Journal of Mathematical Sciences. Band 96, 1999, S. 3531–3536, doi:10.1007/BF02175831.
- Vershik, A.M., Kerov, S.V.: Four drafts on the representation theory of the group of infinite matrices over a finite field. In: Journal of Mathematical Sciences. Band 147, 2007, S. 7129–7144, doi:10.1007/s10958-007-0535-1.

### Bücher

#### In englischer Sprache
- S. V. Kerow: Asymptotic Representation Theory of the Symmetric Group and its Applications in Analysis. Hrsg.: American Mathematical Society. 2003, ISBN 978-0-8218-3440-4.